# Peloropeodes magnicornis
Peloropeodes magnicornis is een vliegensoort uit de familie van de slankpootvliegen (Dolichopodidae). De wetenschappelijke naam van de soort is voor het eerst geldig gepubliceerd in 1968 door Harmston and Rapp.